# I 13 fantasmi
I tredici fantasmi (13 Ghosts) è un film del 1960 diretto da William Castle.
Nel 2001 è stato realizzato un remake del film dal titolo I tredici spettri diretto da Steve Beck.

## Trama
L'occultista Dr. Plato Zorba lascia in eredità una grande casa all'impoverito nipote Cyrus. Insieme alla moglie Hilda, alla figlia adolescente Medea e al figlio minore Buck, Cyrus viene informato che la casa è posseduta da fantasmi che il dottor Zorba ha raccolto in tutto il mondo. Il testamento stabilisce che la famiglia deve rimanere nella casa e non può venderla, altrimenti sarà consegnata allo Stato.